# Верфей (Верхняя Гаронна)
Верфе́й (фр. Verfeil, окс. Vrudfuèlh) — коммуна во Франции, находится в регионе Юг — Пиренеи. Департамент — Верхняя Гаронна. Входит в состав кантона Верфей. Округ коммуны — Тулуза.
Код INSEE коммуны — 31573.

## География
Коммуна расположена приблизительно в 580 км к югу от Парижа, в 19 км к востоку от Тулузы.
На юге коммуны протекает река Жиру.

## Климат
Климат умеренно-океанический. Зима мягкая и снежная, весна характеризуется сильными дождями и грозами, лето сухое и жаркое, осень солнечная. Преобладают сильные юго-восточные и северо-западные ветры.

## Население
Население коммуны на 2010 год составляло 3146 человек.
| 1962 | 1968 | 1975 | 1982 | 1990 | 1999 | 2010 |
| ---- | ---- | ---- | ---- | ---- | ---- | ---- |
| 1536 | 1540 | 1734 | 2000 | 2265 | 2505 | 3146 |

## Администрация
| Период | Период | Фамилия          | Партия                  | Примечания |
| ------ | ------ | ---------------- | ----------------------- | ---------- |
| 1977   | 1989   | Жан-Луи Вигье    | Социалистическая партия |            |
| 1989   | 2001   | Роже Вилеспи     | Социалистическая партия |            |
| 2001   | 2008   | Реймон Диматтеис | Разные правые           |            |
| 2008   | 2020   | Эрве Дютко       | Социалистическая партия |            |

## Экономика
В 2010 году среди 2061 человека трудоспособного возраста (15—64 лет) 1609 были экономически активными, 452 — неактивными (показатель активности — 78,1 %, в 1999 году было 75,7 %). Из 1609 активных жителей работали 1504 человека (777 мужчин и 727 женщин), безработных было 105 (50 мужчин и 55 женщин). Среди 452 неактивных 172 человека были учениками или студентами, 188 — пенсионерами, 92 были неактивными по другим причинам.

## Достопримечательности
- Церковь Св. Сатурнина (XVI век). Исторический памятник с 1986 года[4]
- Церковь Св. Власия (XVI век). Исторический памятник с 1979 года[5]
- Крепость Верфей (XV век). Исторический памятник с 1952 года[6]
- Городские ворота Ворез (XVI век). Исторический памятник с 1961 года[7]
- Мельница Нагас (XVII век). Исторический памятник с 1971 года[8]

## Фотогалерея
- Верфей
- Церковь Св. Власия
- Ворота Ворез
- Ворота Ворез
- Озеро Ларагу